# Pojkflicka

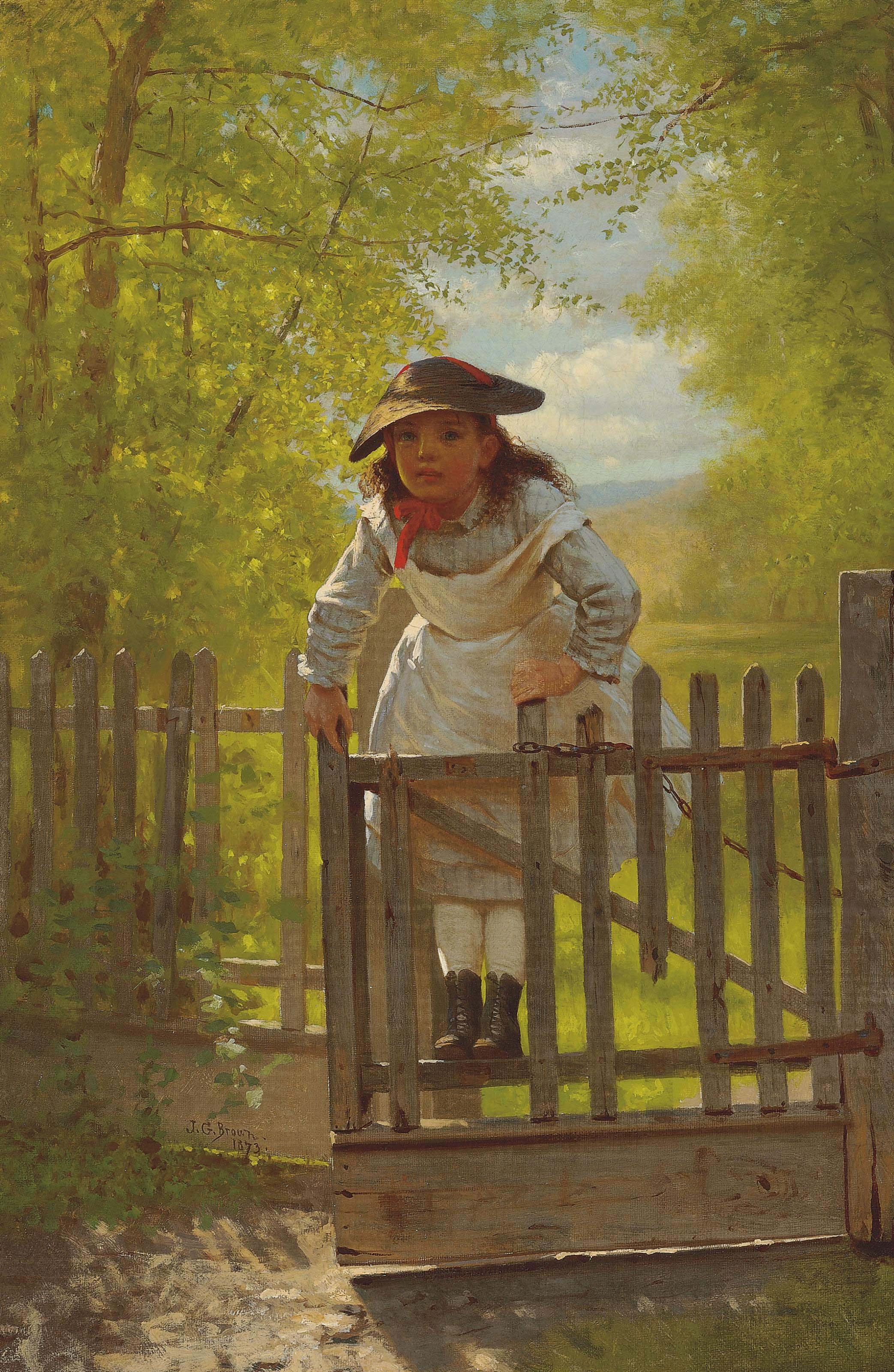
The Tomboy, målning från 1873 av John George Brown.

Pojkflicka är en benämning på en flicka som uppvisar ett beteendemönster som anses vara typiskt för en pojke. Samband mellan pojkflickors beteendemönster och bi- eller homosexualitet har observerats, men skälen till yttringen är omstridda. Några omfattande studier har förekommit, men inte särskilt många. I en rapport av Avon Longitudinal Study of Parents and Children påvisas dock att beteendet är genetiskt betingat.
En motsvarande term för pojkar som beter sig som flickor finns inte i det svenska språket. Däremot kan det förekomma bland svenska dialekter, och ett exempel på detta är skånskans tösapåg.